# Tiquira

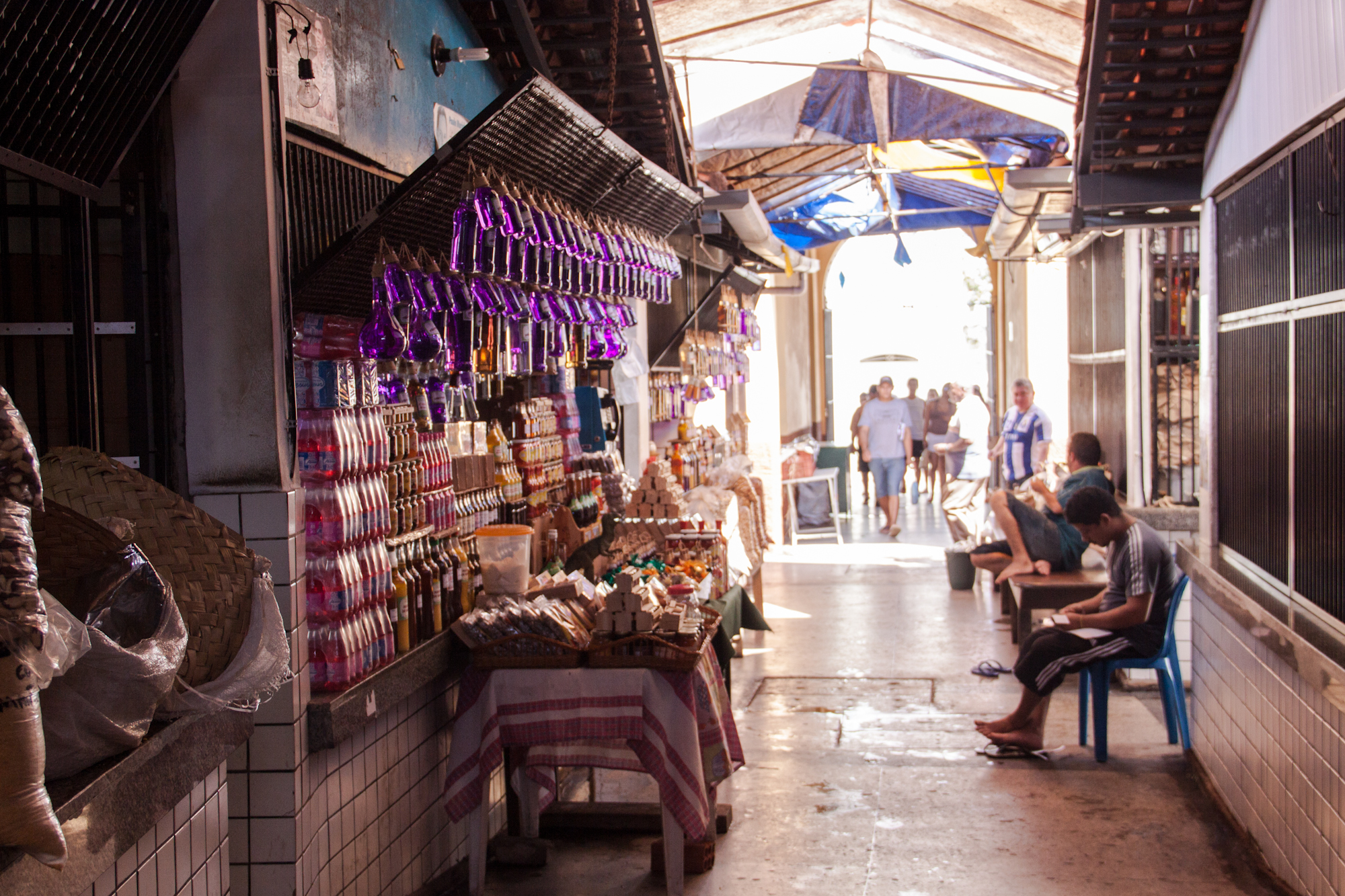
Casa das Tulhas, um mercado no Centro Histórico de São Luís, com garrafas de tiquira, que se destaca pela cor roxa.

A tiquira é uma bebida alcoólica artesanal típica de alguns estados do nordeste brasileiro (Maranhão, Piauí e Ceará). De forte teor alcoólico e geralmente de cor roxa, é obtida através da destilação artesanal da mandioca fermentada (não industrializada), sendo encontrada comumente nos mercados de produtos regionais.

## Etimologia
A palavra tiquira tem origem no tupi antigo, a partir do verbo tykyr, que significa “gotejar” ou “dividir-se em gotas”, ou do substantivo tykyra, que quer dizer “gota” ou “pingo de qualquer líquido” 
Ao contrário do cauim, que é apenas fermentado, a tiquira passa por um processo de destilação artesanal, no qual o álcool se separa do mosto e escorre lentamente, gota a gota, do alambique. O conhecimento comum diz que os portugueses rejeitavam o cauim por ser sujo (devido à saliva das indígenas usada como recurso amilolítico da mandioca antes da fermentação), mas, como a aguardente importada era cara e difícil de obter, eles aplicaram a técnica de destilação ao cauim de mandioca, dando origem à tiquira. Os primeiros registros históricos da tiquira aparecem em 1855, em documentação fiscal da então chamada "Província do Maranhão". 

## Produção
Primeiro, é necessário lavar, ralar e prensar a mandioca. Esse processo garante a retirada do veneno (íon cianeto) da matéria prima. Resultando em uma massa, que deve ser desfeita à mão, dando origem a uma grossa farofa. Em seguida, espalhá-la sobre uma superfície quente, até formar uma pasta de aproximadamente trinta centímetros de diâmetro, que deverá ser assado até se tornar beiju.
Quando o beijus resfriarem, são expostos à sombra para ocorrer a proliferação espontânea dos esporos e dos fungos do ambiente durante três ou quatro dias até se formar uma flora de micélios de cor rosada.
O processo leva de doze a catorze dias, quando se diminui o teor de umidade dessas massas e os micélios da superfície chegam ao interior dos beijus, contaminando e sacrificando a massa e desdobrando todo o amido.
É necessário um recipiente que deve ter, em média, duzentos litros de capacidade para se adicionar a pasta e, depois, cobrir com água. Após um dia, virará uma massa desfeita e xaroposa que deve ser mexida e agitada para se uniformizar e arejar o mosto, que, deixado exposto, completará sua fermentação alcoólica em dois dias.
Com o fim da fermentação, o mosto é destilado em alambiques de barro ou de cobre. Em cada operação, serão produzidos de quinze a vinte litros de tiquira, rendendo cerca de cem litros no total. Finalmente, a tiquira é cozida com folhas de tangerina e adquire a sua tradicional cor roxa, que serve para distingui-la da cachaça.

## Leituras adicionais
- SANTOS, Geraldino da Silva et al. Identificação e quantificação do cristal violeta em aguardentes de mandioca (tiquira). Quím. Nova,  São Paulo,  v. 28,  n. 4, Aug.  2005. Acessado em 11 de março de 2009